# Racine protéoïde

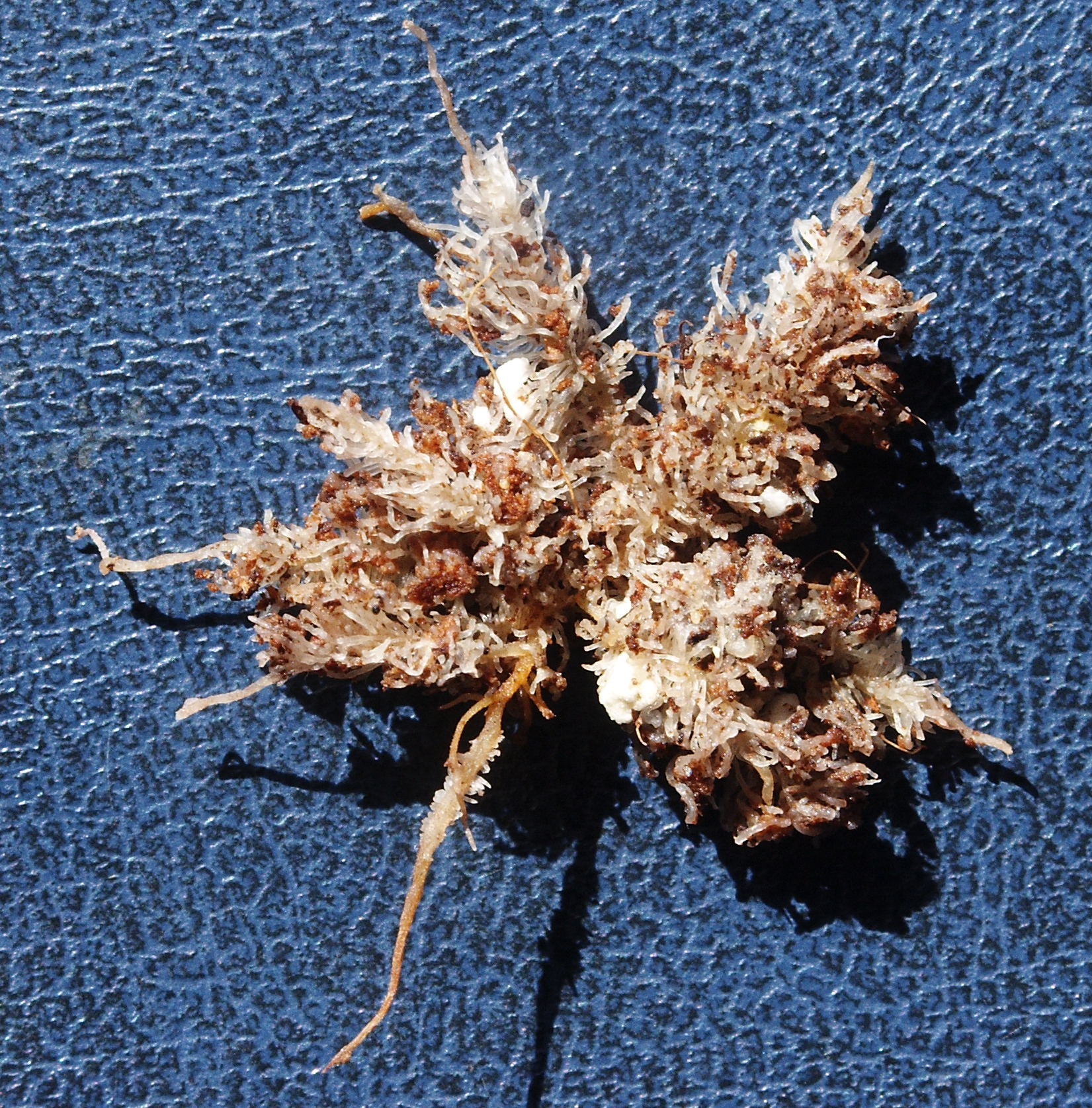
Racines protéoïdes de Leucospermum cordifolium

Les racines protéoïdes sont des racines de plantes qui forment des groupes denses de courtes radicelles latérales très rapprochées. 
Les racine protéoïde peuvent constituer un épais tapis de deux à cinq centimètre d'épaisseur situé juste sous la litière de feuilles mortes. Elles permettent une intense absorption des nutriments du sol, probablement en modifiant chimiquement leur environnement dans le sol pour améliorer la solubilisation des nutriments

## Intérêt pour la plante
Dans les sols naturellement pauvres en nutriments, en sécrétant des chélateurs naturels comme des citrate ces racines permettent à la plante de capter plus de phosphore piégé dans le sol, un phosphore qui sans ces chélateurs serait resté inassimilable. Ceci explique que les plantes à racines protéoides sont capables de pousser dans des sols très pauvres en nutriments, comme les sols naturellement carencés en phosphore d'Australie.

## Histoire scientifique
En 1894, Adolf Engler décrit ces racines après qu'ils les eut découvertes sur des plantes de la famille des Proteaceae cultivées dans le jardin botanique de Leipzig.
En 1960, Helen Purnell examine 44 espèces appartenant à dix genres de Proteaceae et trouve des racines protéoïdes dans tous les genres à l'exception de Persoonia. 

Elle crée ensuite le nom de racines « protéoïdes » en référence à cette famille de plantes dans laquelle on les connaissait.
On connait maintenant des racines protéoïdes dans 27 genres différents de Proteaceae, ainsi que chez environ 30 espèces relevant d'autres familles, dont les Betulaceae, les Casuarinaceae, les Elaeagnaceae, les Leguminosae, les Moraceae et les Myricaceae. 
Des structures similaires apparaissent chez certaines espèces de Cyperaceae et de Restionaceae, mais leur physiologie reste encore à étudier.

## Cultures
Certaines Proteaceae, comme les Banksias et les Grevilleas, sont valorisées dans les secteurs de l'horticulture et de la floriculture. En culture, il convient de n'utiliser que des engrais à faible teneur en phosphore, car des doses plus élevées provoquent une toxicité au phosphore et parfois une déficience en fer, conduisant à la mort des plantes. 
Les opérations culturales doivent limiter les perturbations des racines et la lutte contre les adventices doit se faire par fauchage ou par traitement à base d'herbicides de contact.
Horticulture mise à part, peu d'espèces végétales à racines protéoïdes présentent un intérêt économique. 
La seule plante cultivée à racines protéoïdes est Lupinus albus (le lupin blanc). En association avec d'autres plantes (blé par ex) les lupins peuvent améliorer les rendements en favorisant la biodisponibilité en phosphore.